# Râtișor, Banatul de Sud
Râtișor (în sârbă Ritiševo, în maghiară Réthely, în germană Ritischevo) este o localitate în Districtul Banatul de Sud, Voivodina, Serbia.

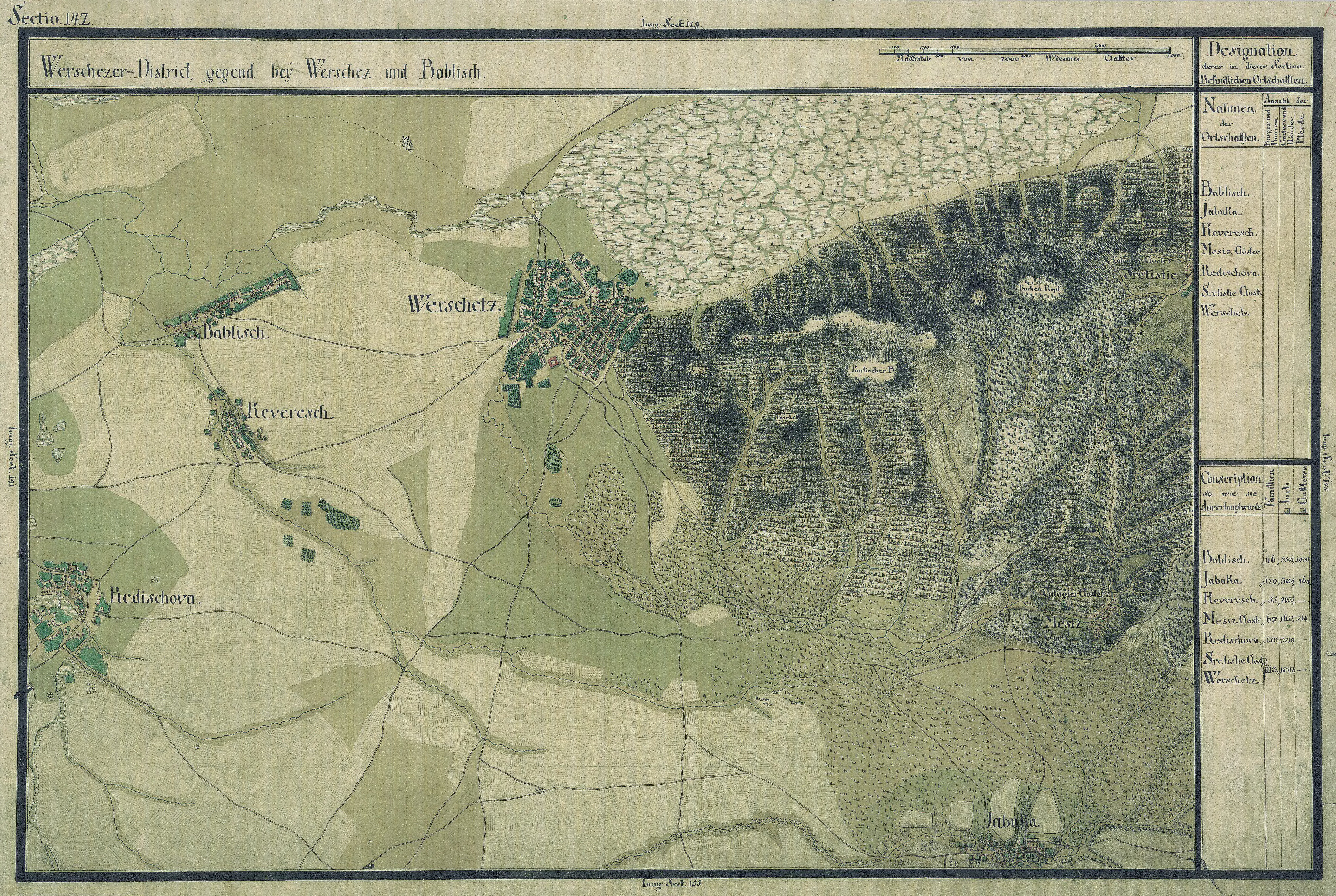
Râtişor în Harta Iosefină a Banatului, 1769-1772

## Monumente istorice
- Biserica ortodoxă română „Sfântul Nicolae” din Râtișor